# Belonogaster fanemitra
Belonogaster fanemitra är en getingart som beskrevs av Hensen och Blommers 1987. Belonogaster fanemitra ingår i släktet Belonogaster och familjen getingar. Inga underarter finns listade.